# Saint-Émile-de-Suffolk
Saint-Émile-de-Suffolk è un comune del Canada, situato nella provincia del Québec, nella regione di Outaouais.